# Strada statale 16 dir/A Adriatica
La strada statale 16 dir/A Adriatica (SS 16 dir/A) è stata una strada statale italiana del Veneto, declassata nel 2001.

## Descrizione
La strada ha inizio al chilometro 17+550 della strada statale 16 Adriatica, in località Rivella, nei pressi di Battaglia Terme e attraverso un percorso di poco meno di 5 chilometri raggiunge la località d'interesse culturale di Arquà Petrarca.

### Tabella percorso
| Adriatica |                         |      |           |
| Tipo      | Indicazione             | ↓km↓ | Provincia |
|           | Adriatica per Pernumia  | 0,0  | PD        |
|           | Ferrovia Bologna-Padova | 0,5  | PD        |
|           | per Monselice           | 2,3  | PD        |
|           | per Galzignano Terme    | 2,4  | PD        |
|           | Arquà Petrarca          | 4,9  | PD        |